# Fukagawa matsuri

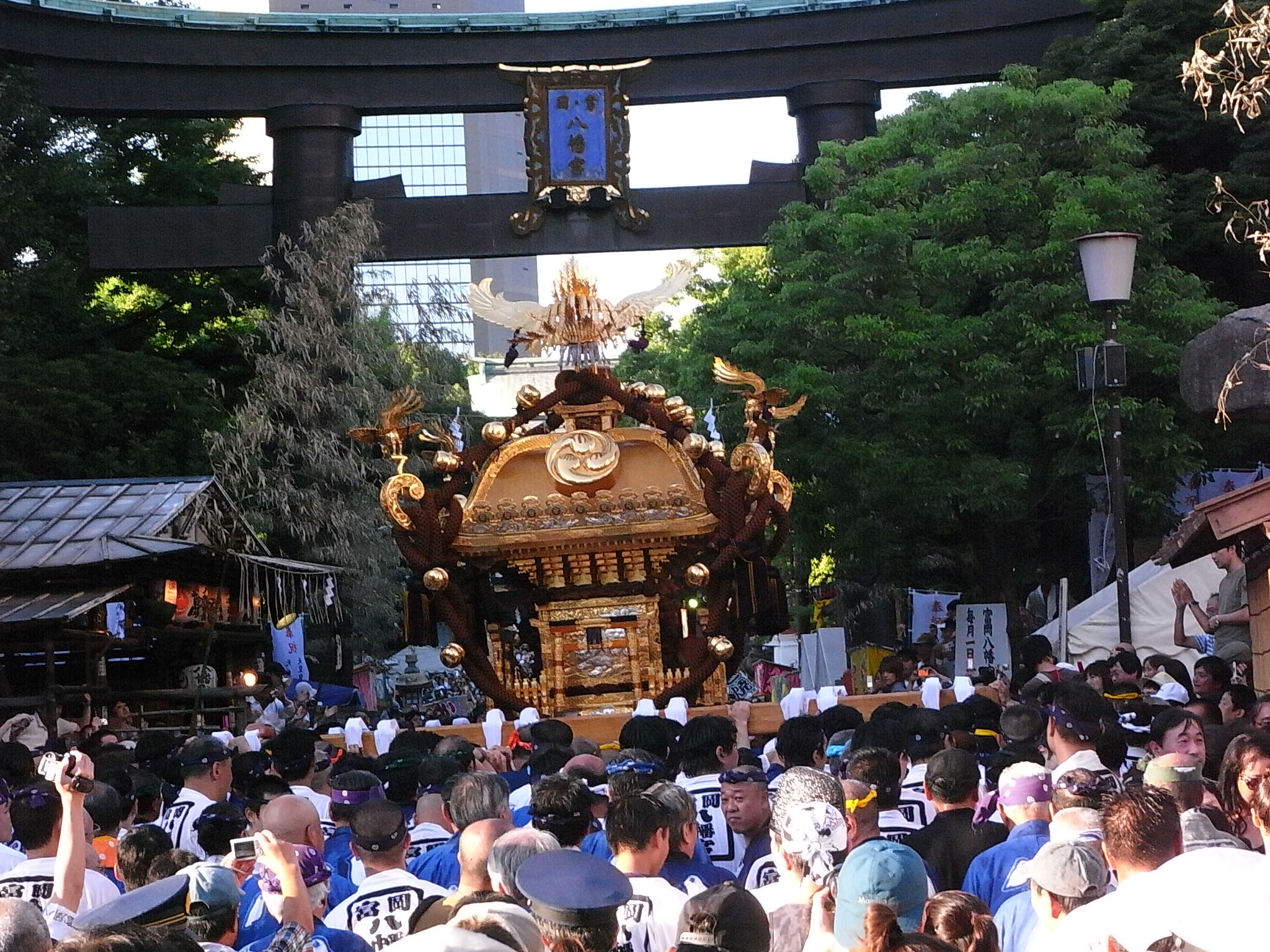

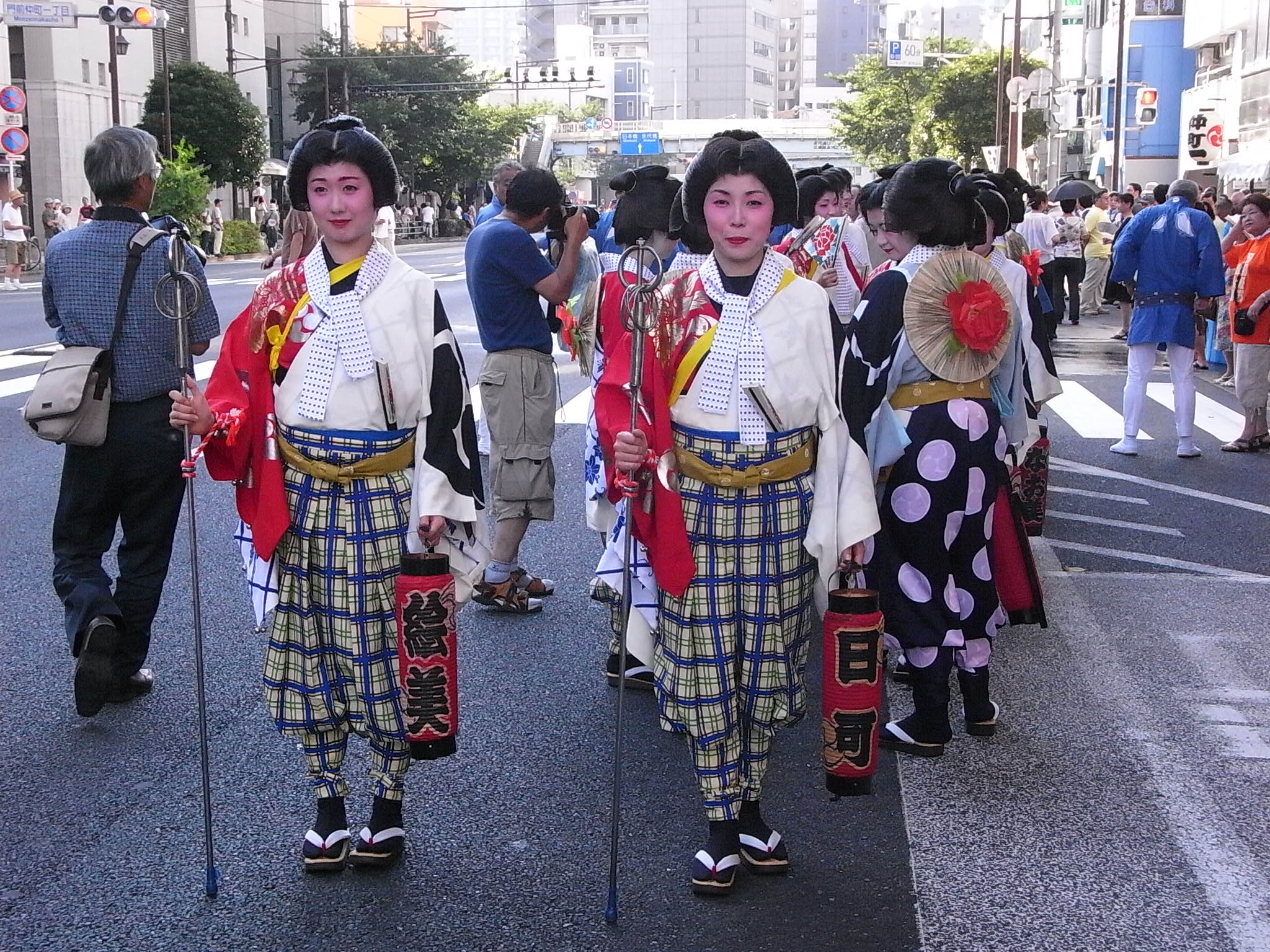

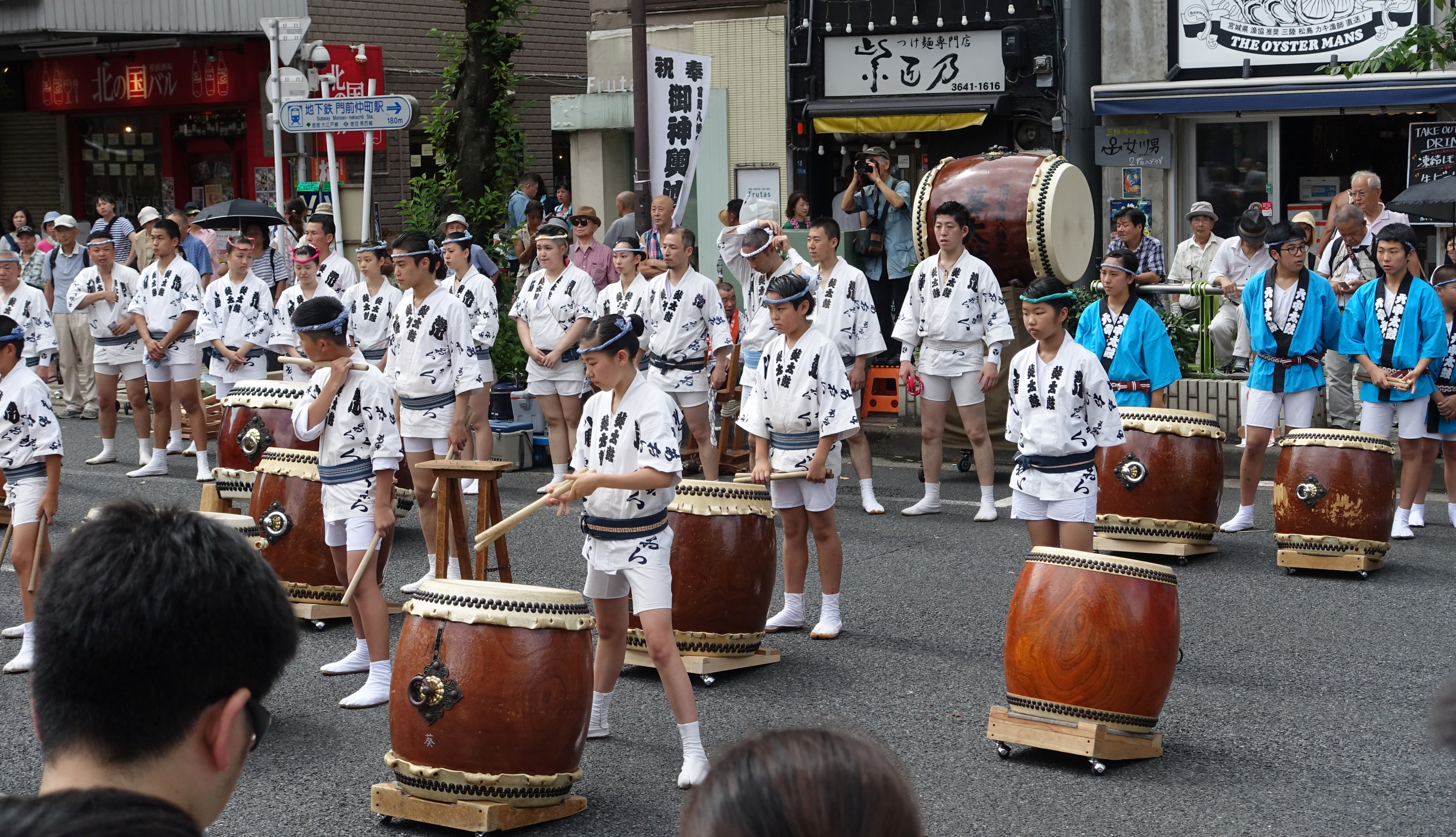

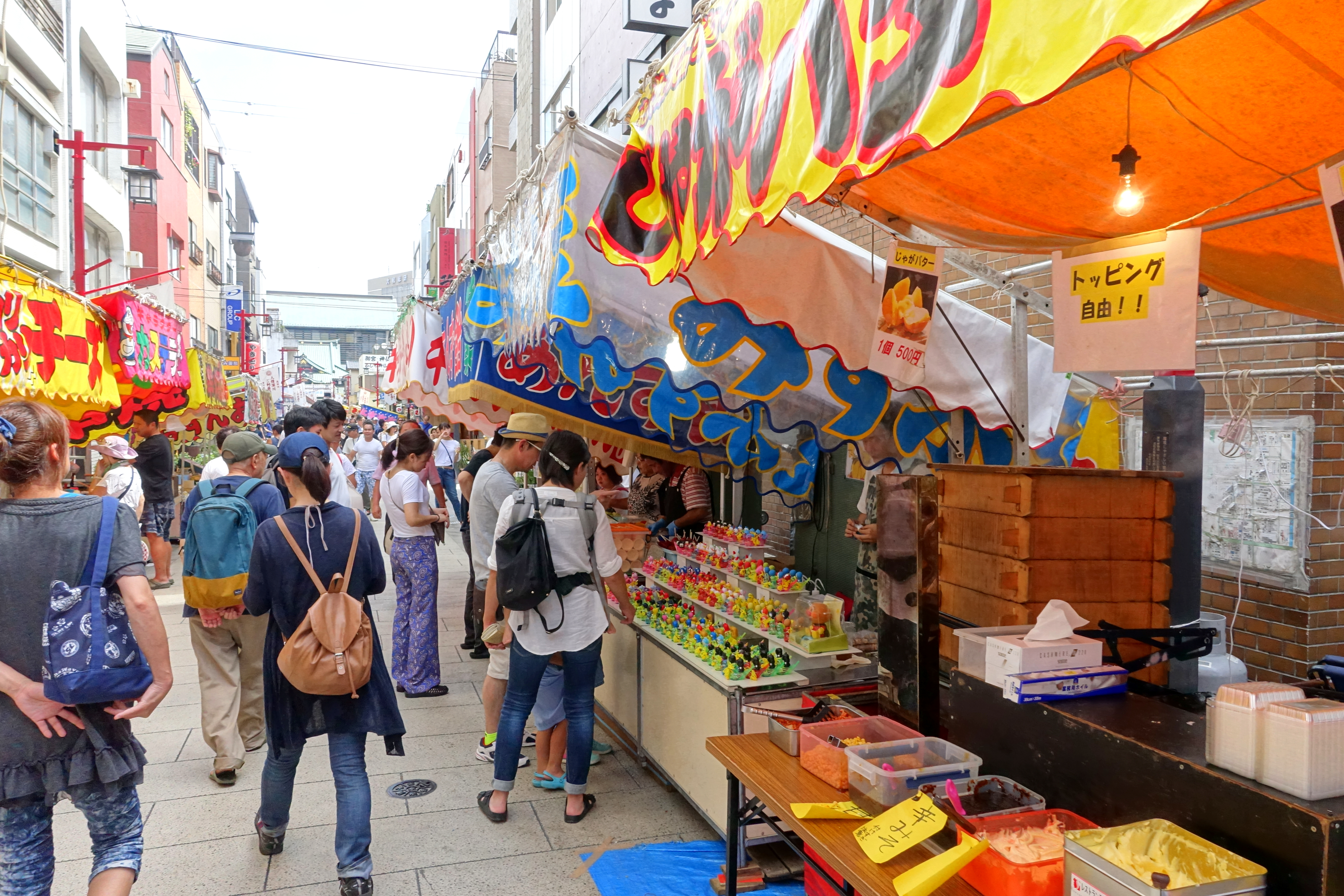

Le Fukagawa matsuri (深川祭, anciennement 深川八幡祭 Fukagawa Hachiman matsuri) ou festival Fukagawa, est un des trois grands festivals shinto de Tokyo à l'ère Edo, avec le Kanda matsuri et le Sannō matsuri.
Le Fukagawa matsuri se tient annuellement à la mi-août au Tomioka Hachiman-gū dans l'arrondissement de Kōtō de Tokyo. Le Tomioka Hachiman-gū, également connu comme le sanctuaire Tomioka Yawata, est le plus grand sanctuaire shinto Fukagawa. Il est établi en 1627. Le festival, dont l'origine remonterait à 1642, est un des trois plus grands festivals d'Edo, avec le Sannō matsuri du Hie-jinja et le Kanda matsuri du Kanda-myōjin.

## Source de la traduction
- (en) Cet article est partiellement ou en totalité issu de l’article de Wikipédia en anglais intitulé « Fukagawa Matsuri » (voir la liste des auteurs).